# دریاچه بزرگ آلماتی
دریاچه بزرگ آلماتی (قزاقی: Үлкен Алматы көлі) یک مخزن طبیعی مرتفع است. این دریاچه در کوه‌های ترانس ایلی آلاتاواست در ۱۵کیلومتری جنوب آلماتی در قزاقستان واقع شده‌است. دریاچه مزبور ۲۵۱۱ متر بالاتر از سطح دریا است.

## مشخصات
حوضه دریاچه حاصل تغییرات پوسته بیرونی زمین با شکل پیچیده بوده و شیب عمومی آن به سمت شمال می‌باشد. این دریاچه ۱٫۶ کیلومتر طول و از ۰٫۷۵ تا ۱ کیلومتر عرض دارد. خط ساحلی اش ۳ کیلومتر، عمق آن ۳۰–۴۰ متر و حجم آب حدود ۱۴ میلیون متر مکعب است. حداکثر سطح آب در ماه اوت و حداقلش در فوریه است. نوسانات سطح به ۲۰ متر می‌رسد. کناره دریاچه دارای شیب تندی می‌باشد.
دریاچه از سمت جنوب به رودخانه آلماتی بزرگ متصل است. این منطقه بخشی از پارک ملی ایله آلاتاو است.

## شرح
مانند اکثر دریاچه‌های سلسله جبال تیان شان این دریاچه پس از چندین زلزله ظاهر شد. در بالای دریاچه سه قله اصلی که از انتهای شمالی سد دیده می‌شوند سر به فلک کشیده‌اند. قله شوراها به ارتفاع ۴۳۱۷ متر در جنوب شرقی، اوزرنی به ارتفاع ۴۱۱۰ متر در جنوب و قله توریست به ارتفاع ۳۹۵۴ متر در جنوب غربی دریاچه قرار گرفته‌اند.
دریاچهٔ بزرگ در ارتفاع ۲۵۱۱ متر در قسمت فوقانی دره عمیق آلماتی واقع شده‌است و رودخانه آلماتی از میان آن عبور می‌کند.
دریاچه از آبهای یخ زده پوشیده‌است و ۱٫۶ کیلومتر طول، ۱ کیلومتر عرض و حدود ۴۰ متر عمق دارد. قله هرمی شکل توریست که بلندترین ستیغ رشته کوه بلشویی آلماتی به ارتفاع ۳۶۸۱ می‌باشد از مرکز شهر قابل مشاهده است. رصدخانه نجومی گنبدی شکل تیان شان در بالای کاسه دریاچه قرار گرفته‌است (که به روی عموم مردم باز است و شامل اقامتگاه‌های گردشگری می‌باشد). ارتفاع زیاد منطقه دریاچه باعث شده‌است که هوای این منطقه در طول سال سرد باشد. با توجه به تغییر فصل، رنگ آب دریاچه از سبز مغز پسته‌ای تا آبی فیروزه ای تغییر می‌کند.

## گردشگری
این دریاچه منبع اصلی آب آشامیدنی برای منطقه است. مردم می‌توانند با استفاده از ماشین (تقریباً یک ساعت رانندگی از مرکز شهر)، دوچرخه یا پای پیاده (تقریباً یک سفر نیمروزه) به دریاچه دسترسی داشته باشند. دریاچه ۱۵ کیلومتر دور از شهر است. دسترسی به دریاچه رایگان است. دمای آب دریاچه ۸–۱۰ درجه سانتیگراد است و شنا ممنوع است.